# Lista de premiações do Video Music Brasil
O Video Music Brasil (VMB) é uma premiação musical realizada pela MTV Brasil, cuja primeira edição ocorreu em 1995 com o intuito de premiar os melhores videoclipes nacionais e internacionais através da votação de sua audiência e de um júri especializado para categorias técnicas.
Abaixo, estão listadas todas as categorias de premiações do evento.

## Categorias
| Categoria                                 | Intuito                                                                                    | Duração                  |
| ----------------------------------------- | ------------------------------------------------------------------------------------------ | ------------------------ |
| Melhor videoclipe do ano                  | Melhor videoclipe do ano, em todos os gêneros musicais.                                    | 1995-2004; 2007-presente |
| Escolha da audiência                      | Melhor videoclipe do ano escolhido por uma votação da audiência.                           | 1995-2006                |
| Melhor videoclipe de artista revelação    | Melhor videoclipe do ano de uma banda surgida recentemente.                                | 1995-2003                |
| Melhor videoclipe de pop                  | Melhor videoclipe do ano do gênero pop.                                                    | 1995-2006                |
| Melhor videoclipe de rock                 | Melhor videoclipe do ano do gênero rock.                                                   | 1995-2006                |
| Melhor videoclipe de rap                  | Melhor videoclipe do ano do gênero rap.                                                    | 1995-2006                |
| Melhor democlipe                          | Melhor democlipe do ano.                                                                   | 1995-2002                |
| Melhor direção em videoclipe              | Melhor diretor do ano em seu respectivo videoclipe.                                        | 1995-2006                |
| Melhor edição em videoclipe               | Melhor editor do ano em seu respectivo videoclipe.                                         | 1995-2006                |
| Melhor fotografia em videoclipe           | Melhor fotógrafo do ano em seu respectivo videoclipe.                                      | 1995-2006                |
| Melhor videoclipe de MPB                  | Melhor videoclipe do ano do gênero MPB.                                                    | 1996-2006                |
| Melhor direção de arte em videoclipe      | Melhor diretor de arte do ano em seu respectivo videoclipe.                                | 1998-2006                |
| Melhor videoclipe de axé                  | Melhor videoclipe do ano do gênero axé.                                                    | 1999-2000                |
| Melhor videoclipe de pagode               | Melhor videoclipe do ano do gênero pagode.                                                 | 1999-2000                |
| Melhor videoclipe de música eletrônica    | Melhor videoclipe do ano do gênero eletrônico.                                             | 2000-2005                |
| Melhor animação em videoclipe             | Melhor animador em seu respectivo videoclipe.                                              | 2000                     |
| Melhor website de artista                 | Melhor website de um artista, independente de se for o próprio que o administra.           | 2000-2006                |
| Melhor videoclipe internacional           | Melhor videoclipe de qualquer artista que não seja brasileiro, independente do seu gênero. | 2002-2006                |
| Melhor videoclipe de artista independente | Melhor videoclipe de artista que não possui gravadora, independente de seu gênero.         | 2003-2006                |
| Banda ou artista revelação                | Banda ou artista revelação, de qualquer gênero.                                            | 2004-presente            |
| Melhor performance ao vivo                |                                                                                            | 2005-2006                |
| Banda dos sonhos                          |                                                                                            | 2005-2009                |
| Ídolo MTV                                 |                                                                                            | 2005                     |
| Artista do ano                            |                                                                                            | 2007-presente            |
| Hit do ano                                |                                                                                            | 2007-presente            |
| Aposta MTV                                |                                                                                            | 2007-presente            |
| Show do ano                               |                                                                                            | 2007-2010                |
| Web hit                                   |                                                                                            | 2007-presente            |
| Vc fez                                    |                                                                                            | 2007-2008                |
| Artista internacional do ano              |                                                                                            | 2007-presente            |
| Homenagem                                 |                                                                                            | 2008                     |
| Twitter do ano                            |                                                                                            | 2009                     |
| Blog do ano                               |                                                                                            | 2009                     |
| Melhor filme/documentário do ano          |                                                                                            | 2009                     |
| Rock                                      |                                                                                            | 2009-2010                |
| Rock alternativo                          |                                                                                            | 2009                     |
| Hardcore                                  |                                                                                            | 2009                     |
| Pop                                       |                                                                                            | 2009-2010                |
| MPB                                       |                                                                                            | 2009-2010                |
| Samba                                     |                                                                                            | 2009                     |
| Reggae                                    |                                                                                            | 2009                     |
| Rap                                       |                                                                                            | 2009-2010                |
| Música instrumental                       |                                                                                            | 2009                     |
| Eletrônica                                |                                                                                            | 2009-2010                |
| Game do ano                               |                                                                                            | 2009-2010                |
| Web star                                  |                                                                                            | 2009                     |
| Aposta internacional                      |                                                                                            | 2009                     |
| Álbum do ano                              |                                                                                            | 2011-presente            |
| Música do ano                             |                                                                                            | 2011-presente            |
| Melhor capa                               |                                                                                            | 2011-presente            |
| Melhor webclipe                           |                                                                                            | 2011-presente            |